# Identidad de Roy
La identidad de Roy es un resultado importante en la microeconomía que tiene aplicaciones en la teoría del consumidor y la teoría de la empresa. El lema relaciona la función de demanda marshalliana (ordinaria) con las derivadas de la función de utilidad indirecta. Específicamente, denota la función de utilidad indirecta como {\displaystyle v(p,w)}, la función de demanda marshalliana para el bien {\displaystyle i} puede calcularse comoː
{\displaystyle x_{i}^{m}=-{\frac {\frac {\partial v}{\partial p_{i}}}{\frac {\partial v}{\partial w}}}}
donde {\displaystyle p} es el vector de precios de los bienes y {\displaystyle w} el ingreso. La identidad es nombrada a partir del economista francés René Roy, quien la publicó en Econometrica en 1947.

## Derivación de la identidad
La identidad de Roy reformula el lema de Shephard para obtener una función de demanda marshalliana para un individuo y un bien ({\displaystyle i}) de alguna función de utilidad indirecta.
El primer paso es considerar la identidad obtenida al sustituir la función de gasto por riqueza o ingreso {\displaystyle w} en la función de utilidad indirecta {\displaystyle v(p,w)}, a una utilidad de {\displaystyle u}ː
{\displaystyle v(p,e(p,u))=u}
Esto dice que la función de utilidad indirecta evaluada de tal manera que minimiza el costo de lograr una determinada utilidad dado un conjunto de precios (un vector {\displaystyle p}) es igual a esa utilidad cuando se evalúa a esos precios. 
Tomando la derivada de ambos lados de esta ecuación con respecto al precio del bien {\displaystyle p_{i}}(manteniendo el nivel de utilidad constante) tiene como resultadoː
{\displaystyle {\frac {\partial v[p,e(p,u)]}{\partial w}}{\frac {\partial e(p,u)}{\partial p_{i}}}+{\frac {\partial v[p,e(p,u)]}{\partial p_{i}}}=0}
Reorganizandoː
{\displaystyle -{\frac {\frac {\partial v[p,e(p,u)]}{\partial p_{i}}}{\frac {\partial v[p,e(p,u)]}{\partial w}}}={\frac {\partial e(p,u)}{\partial p_{i}}}=h_{i}(p,u)=x_{i}(p,e(p,u))}
con la penúltima igualdad siguiendo el lema de Shephard y la última igualdad de una propiedad básica de la demanda hicksiana (compensada).

## Prueba utilizando el teorema de la envolvente
Para facilitar la explicación, considere un caso de dos bienes. La función de utilidad indirecta {\displaystyle v(p_{1},p_{2},w)} es la función de valor del problema de optimización restringida caracterizado por el siguiente lagrangiano:
{\displaystyle {\mathcal {L}}=u(x_{1},x_{2})+\lambda (w-p_{1}x_{1}-p_{2}x_{2})}
Por el teorema de la envolvente, las derivadas de la función {\displaystyle v(p_{1},p_{2},w)} con respecto a los parámetros son:
{\displaystyle {\frac {\partial v}{\partial p_{1}}}=-\lambda x_{1}^{m}}
{\displaystyle {\frac {\partial v}{\partial w}}=\lambda }
Donde {\displaystyle x_{1}^{m}} es el maximizador (es decir, la función de demanda marshalliana para el bien 1). Por tanto:̟
{\displaystyle -{\frac {\frac {\partial v}{\partial p_{1}}}{\frac {\partial v}{\partial w}}}=-{\frac {-\lambda x_{1}^{m}}{\lambda }}=x_{1}^{m}}

## Aplicaciones
La identidad proporciona un método para derivar la función de demanda marshalliana de un bien para un consumidor a partir de la función de utilidad indirecta. Es fundamental para derivar la ecuación de Slutski.